# Georges Perroud
Georges Perroud (Friburgo, 6 novembre 1941 – Sion, 21 novembre 2023) è stato un calciatore svizzero, di ruolo difensore.

## Carriera

### Nazionale
Ha collezionato diciotto presenze con la propria Nazionale.